# Vlastimil Toman (malíř)

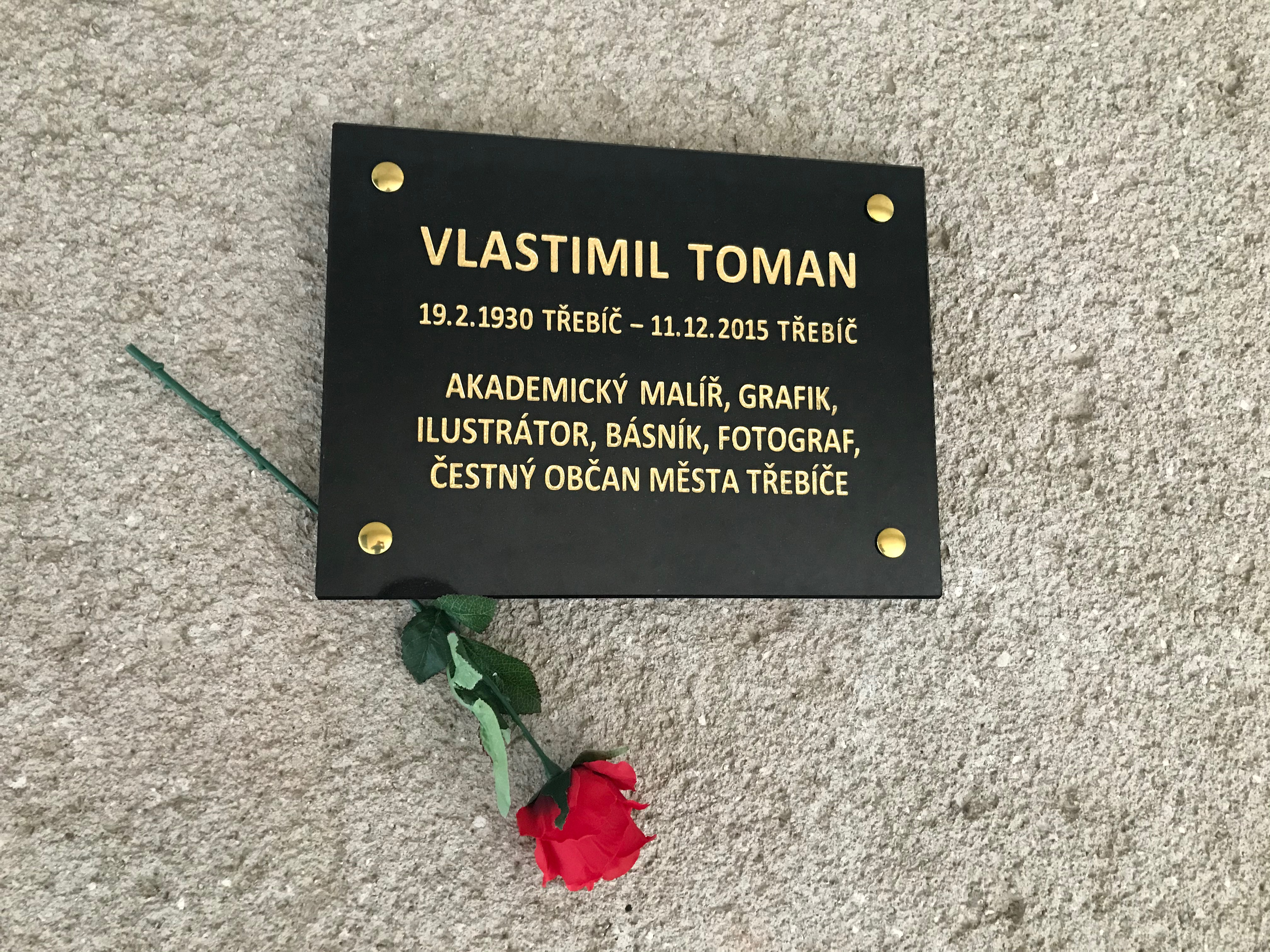
Pamětní deska Vlastimila Tomana na obřadní síni Nového hřbitova v Třebíči

Vlastimil Toman (19. února 1930, Třebíč – 11. prosince 2015, Třebíč ) byl český akademický malíř, grafik, ilustrátor, básník a fotograf. Pracoval v tvarově redukovaném malířském a grafickém stylu.

## Život
Narodil se na Nových Dvorech v Třebíči v roce 1930 a posléze se s celou rodinou přestěhoval do tehdy samostatné obce Týn, kde prožil celý život. Vyučil se malířem pokojů a posléze studoval mezi lety 1949 a 1953 Vyšší školu uměleckého průmyslu v Brně (obor reklamní grafika a plakátová tvorba, profesor Josef Brukner), mezi lety 1953 a 1956 Vysokou školu uměleckoprůmyslovou v Praze (dekorativní malba, profesor Alois Fišárek) a mezi lety 1956 a 1960 Akademii výtvarných umění v Praze (profesoři Otakar Nejedlý, Antonín Pelc a Vlastimil Rada). Pracoval primárně v Třebíči. V roce 2010 obdržel Cenu města Třebíče. V květnu roku 2020 byla na obřadní síni Nového hřbitova v Třebíči odhalena pamětní deska Vlastimilu Tomanovi.

## Dílo
Věnoval se primárně krajinářské malbě, motivy nacházel v Týně a v okolí a využíval moderní malířské techniky, kreslil často hnědými či hnědočervenými hlinkami, často se věnuje kresbám příměstské krajiny z okolí Třebíče. V šedesátýh letech maloval na principech kubismu, fauvismu, expresionismu a lyrického realismu. Od sedmdesátých let nemaluje v plenéru, maluje krajinky v ateliéru. Maluje tzv. z grafické paměti obrazy ze svého mládí. Na konci osmdesátých let obrazy stavěl na sjednocení znaků výtvarného myšlení. Od roku 1956 uskutečníl čtyřicetšest autorských výstav, poslední v roce 2015 v Galerii Malovaný dům v Třebíči. Vystavoval v Třebíči (24 výstav), v Moravských Budějovicích, Jemnici, Tasově, Jihlavě, Žďáru nad Sázavou, Brně, Dačicích a v dalších městech. Dále vystavoval na cca 50 kolektivních výstavách. Napsal také několik knih s poezií a beletrií a také vydával vlastní básnické tisky s vlastními ilustracemi (více než 220 tisků). V létě roku 2015 při své hospitalizaci v nemocnici nakreslil několik kreseb a napsal několik básní, ty se staly jeho posledním dílem. Název souboru je "Kolik nám ještě zbývá?". V roce 2017 byla vydána poslední kniha, kterou Vlastimil Toman připravil, byla věnována městské části Nové Dvory a oblasti Kočičina.
Vydával také bibliofilie.
Je zastoupen ve sbírkách Galerie Vysočiny v Jihlavě a ve sbírkách Horácké galerie v Novém Městě na Moravě. Při příležitosti nedožitých 90 let byl uspořádán v roce 2020 vzpomínkový večer s názvem Cesty Vlastimila Tomana.

### Samostatné výstavy (výběr)
- 1956, Kulturní dům, Týn
- 1960, Dům osvěty, Třebíč
- 1961, Dům osvěty, Třebíč
- 1962, Osvětová beseda, Moravské Budějovice
- 1963, Galerie Dílo, Jihlava
- 1965, Kulturní dům, Žďár nad Sázavou
- 1970, Jednotný klub pracujících, Třebíč
- 1973, Unitex, Brno
- 1977, Okresní knihovna, Třebíč
- 1979, Malá galerie knihkupectví Čs. spisovatel, Brno
- 1980, Městské muzeum a galerie, Dačice
- 1983, Galerie Dílo, Jihlava
- 1985, Okresní kulturní středisko, Třebíč
- 1986, Kulturní dům, Přibyslav
- 1987, Galerie Dílo, Jihlava
- 1990, Kulturní a vzdělávací středisko, Třebíč
- 1997, Západomoravské muzeum, Třebíč
- 1999, Zámecká konírna, Moravské Budějovice
- 2004, Domov důchodců, Třebíč
- 2005, Galerie Malovaný dům, Třebíč

### Kolektivní výstavy (výběr)
- 1961, Oblastní galerie Vysočiny, Jihlava
- 1979, Výtvarníci Vysočiny, Sofie, Bulharsko
- 1981, Výtvarná tvorba na Vysočině, Oblastní galerie Vysočiny, Jihlava
- 1983, Moravská grafika, Dům umění města Brna, Brno
- 1985, Výtvarní umělci Jihomoravského kraje, Dům umění města Brna, Brno
- 1986, Celostátní výstava exlibris, Praha
- 1988, Celostátní výstava exlibris, Praha
- 1989, Moravská grafika, Dům umění města Brna, Brno
- 2002, Výtvarná Vysočina, Západomoravské muzeum, Třebíč

### Ilustrace literatury
- Z míst významných osobností rodáků Třebíčského okresu, Jaroslav Mejzlík, Okresní kulturní středisko Bedřicha Václavka, Třebíč, 1976
- Literární Třebíčsko, Jaroslava Václavková, Okresní knihovna, Třebíč, 1986
- Veřejná samota : výbor z veršů, Jindřich Uher, Blok, Brno, 1987
- V Samotách : Román z vesnického života, Vlasta Javořická, Lípa, Vizovice, 1991
- Z jednoho hnízda, Vlasta Javořická, Lípa, Vizovice, 1991
- Duha, Vlasta Javořická, Lípa, Vizovice, 1992
- Věneček z kopretin, Ladislav Pavlica, Arca JiMfa, Třebíč, 1992
- Lovci ondater, Ladislav Pavlica, Arca JiMfa, Třebíč, 1996
- Můj svět je široširý, Dora Gabeová, Společnost přátel jižních Slovanů v ČR, 1997
- Pověsti Třebíčska, Miroslav Hedvábný, Akcent, Třebíč, 1997
- Třebíčské pověsti a zajímavosti, Miroslav Hedvábný, Akcent, Třebíč, 1997
- Křižovatka ke čtení osudu, Andelko Vuletić, Albert, Boskovice, 2001
- Missa poetarum, Zdeněk Řezníček, Gloria, Rosice u Brna, 2004
- Kocourci, Pavel Navrkal, Akcent, Třebíč, 2008